# Stefan Glabisz
Stefan Glabisz (ur. 22 lipca 1882 w Kórniku, zm. 27 stycznia 1947 w Poznaniu) – polski lekarz otolaryngolog, działacz społeczny, związany z Poznaniem.
Po ukończeniu gimnazjum w Nakle nad Notecią (1902), studiował medycynę na uniwersytetach w Lipsku, Fryburgu Bryzgowijskim, Berlinie oraz Monachium, gdzie uzyskał dyplom lekarza medycyny w 1912 roku. Tytuł doktora zdobył w 1918 roku na Uniwersytecie Wrocławskim (ówczesny Universität Breslau).
Od 1919 roku pracował jako lekarz w Poznaniu. Był inicjatorem oraz pierwszym ordynatorem oddziału otolaryngologicznego w szpitalu wojskowym przy ul. Różanej (1919–1921). W latach 1930–1939 pełnił funkcję ordynatora w Zakładzie Sióstr Miłosierdzia „Przemienienie Pańskie”. Współtworzył lokalne struktury Polskiego Towarzystwa Otolaryngologicznego i piastował stanowisko wiceprezesa oddziału poznańskiego.
Związany był z Korporacją Akademicką „Lechia” jako kooptowany filister. W okresie okupacji niemieckiej przebywał w Częstochowie, znajdującej się wówczas na terenie Generalnego Gubernatorstwa.
Spoczywa na Cmentarzu Jeżyckim w Poznaniu – jednej z najstarszych nekropolii miasta.

## Powstanie Wielkopolskie
Uczestnik powstania wielkopolskiego - porucznik, specjalista laryngolog w Szpitalu Wojskowym nr 18 w Poznaniu.